# Meridiano 50 oeste
El Meridiano 50 oeste de Greenwich es una línea de longitud que se extiende desde el Polo Norte cruzando el Océano Ártico, Groenlandia, el Océano Atlántico, Suramérica, Océano Antártico y la Antártida hasta llegar al polo sur.
El meridiano 50 oeste forma un gran círculo con el Meridiano 130 este.

## De polo a polo
Del polo norte al polo sur, este meridiano atraviesa:
| Coordenadas                       | País, territorio o mar | Notas |
| --------------------------------- | ---------------------- | --- |
| 90°0′N 50°0′O / 90.000, -50.000   | Océano Ártico          | |
| 83°40′N 50°0′O / 83.667, -50.000  | Mar de Lincoln         | |
| 82°48′N 50°0′O / 82.800, -50.000  | Groenlandia            | Isla de Beaumont |
| 82°46′N 50°0′O / 82.767, -50.000  | Mar de Lincoln         | |
| 82°31′N 50°0′O / 82.517, -50.000  | Groenlandia            | |
| 82°1′N 50°0′O / 82.017, -50.000   | Sherard Osborn Fjord   | |
| 81°53′N 50°0′O / 81.883, -50.000  | Groenlandia            | |
| 62°18′N 50°0′O / 62.300, -50.000  | Océano Atlántico       | |
| 1°42′N 50°0′O / 1.700, -50.000    | Brasil                 | Amapá — continente y la isla de Bailique |
| 0°56′N 50°0′O / 0.933, -50.000    | Océano Atlántico       | Río Amazonas |
| 0°18′N 50°0′O / 0.300, -50.000    | Brasil                 | Pará — islas de Caviana y Marajó, y en el continente Tocantins — desde 9°15′S 50°0′O / -9.250, -50.000 Goiás — desde 13°3′S 50°0′O / -13.050, -50.000 Minas Gerais — desde 18°36′S 50°0′O / -18.600, -50.000 São Paulo — desde 19°56′S 50°0′O / -19.933, -50.000 Paraná — desde 22°55′S 50°0′O / -22.917, -50.000 Santa Catarina — desde 26°1′S 50°0′O / -26.017, -50.000 Río Grande del Sur — desde 28°27′S 50°0′O / -28.450, -50.000 Santa Catarina — durante aprox. 11 km from 29°8′S 50°0′O / -29.133, -50.000 Río Grande del Sur — desde 29°13′S 50°0′O / -29.217, -50.000 |
| 29°44′S 50°0′O / -29.733, -50.000 | Océano Atlántico       | |
| 60°0′S 50°0′O / -60.000, -50.000  | Océano Antártico       | |
| 77°12′S 50°0′O / -77.200, -50.000 | Antártida              | reclamado tanto por Argentina (Antártida Argentina) como por Reino Unido |